# Râul Chirița
Râul Chirița este un curs de apă, afluent al râului Bahlui.